# John Spencer (ator)
John Spencer (nascido John Speshock Jr.; Paterson, 20 de dezembro de 1946 – 16 de dezembro de 2005) foi um ator de televisão norte-americano conhecido por seu papel de Leo McGarry, Chefe de Gabinete da Casa Branca no drama político da NBC The West Wing.

## Início da vida
Spencer foi batizado como John Speshock em Nova Iorque, e cresceu em próximo Fairfield, Nova Jersey. Ele era filho de Mildred (née Bincarowski), uma garçonete ucrano-americana, e John Speshock, um motorista de caminhão irlandês-americano. Se matriculou na Professional Children's School, em Manhattan, aos dezesseis anos, onde teve como colegas de classe Liza Minnelli e o violinista Pinchas Zukerman. Mais tarde, ele entrou para a Fairleigh Dickinson University, mas não concluiu a licenciatura.

## Carreira
Spencer começou sua carreira televisiva no The Patty Duke Show. Participou junto a Harrison Ford interpretando um detetive no filme, "Presumed Innocent" em 1990. De 1990 a 1994, ele era membro do elenco regular de "LA Law", interpretando o amarrotado, combativo procurador adjunto Tommy Mullaney. Mais tarde, ele apareceu na comédia romântica "Forget Paris" (1995). Spencer também fez o papel do Capitão Hugh Paulsen em 1995 no filme "FMV Wing Commander IV", e diretor do FBI Womack em "The Rock", em 1996. Paralelamente a seu personagem em The West Wing, ele era um alcoólatra em recuperação. 
Ele ganhou um Obie Award 1981 pela produção off-Broadway de "Still Life", sobre um veterano do Vietnã, e recebeu uma indicação pelo Drama Desk por "O Quarto Dia". Depois de duas indicações anteriores, Spencer ganhou seu primeiro Emmy Award em 2002 de Melhor Ator Coadjuvante em Série de Drama por seu papel de Leo McGarry, em The West Wing. Os episódios julgados pelos eleitores do Emmy foram 'Bartlet for America', em que Leo tem a testemunhar perante uma comissão do Congresso sobre a saúde do presidente, e We Killed Yamamoto. 
Embora não tão visível como sua co-estrela Martin Sheen, ele acreditou e lutou por muitas das mesmas causas. Ele era provavelmente mais conhecido por seu trabalho para a conscientização sobre a Aids. Ele se referia a si próprio como um "dyed-in-the-wool liberal" e descreveu Franklin Delano Roosevelt como um de seus heróis.

## Morte
Spencer morreu de um ataque cardíaco fulminante em um hospital de Los Angeles em 16 de dezembro de 2005, quatro dias antes de seu 59° aniversário. Ele foi enterrado no Laurel Grove Memorial Park, em Fairfield, Nova Jersey. No momento da sua morte, ele havia aparecido em dois dos cinco episódios de The West Wing ", em seguida, na pós-produção - "Running Mates" e "The Cold". Sua morte foi posteriormente gravada no show - o candidato presidencial vice Leo McGarry, em que falece de um ataque cardíaco na noite da eleição. Coincidentemente, seu personagem tinha um histórico de problemas cardíacos. Companheira de elenco Kristin Chenoweth cantou a música "For Good" a partir do sucesso da Broadway Wicked musical, no qual atuou, em seu funeral. Seu nome permaneceu nos créditos de abertura do show após a sua morte.

## Filmografia
- WarGames (1983)
- The Protector (1985)
- Hiding Out (1987)
- Chuva Negra (1989)
- Far From Home (1989)
- Presumed Innocent (1990)
- L.A. Law (1990-1994)
- Wing Commander IV (1994)
- Forget Paris (1995)
- The Rock (1996)
- Cop Land (1997)
- The Negotiator (1998)
- The West Wing (1999-2006)
- Ravenous (1999)